# Shooto
Shooto (修斗 Shūto?) es una organización de artes marciales mixtas con base en Japón, fundada en 1985 por Satoru Sayama. Creada con los preceptos del shoot wrestling, Shooto comenzó como un estilo particular de competiciones, pero fue adaptando sus normas hasta convertirse en artes marciales mixtas auténticas. A la vez, Shooto es contemplado como un deporte de combate independiente, contando con un alcance internacional que alcanza Brasil, Australia, Bélgica y otros países.

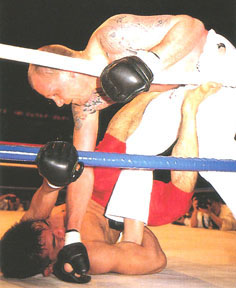
Pelea rnttr Yukinai y Gordeau.

De la misma manera que en el shoot wrestling, los miembros de Shooto son referidos como "shooters", o alternativamente como "shootors". La palabra shooto es una transliteración al inglés de shūto, un ateji de la palabra inglesa shoot. A la vez, la palabra 修斗 puede ser traducida como aprendizaje de combate.

## Historia
La empresa fue fundada en 1984 bajo el nombre de Shin Kakutōgi (新格闘技 Shin Kakutōgi?, Nuevos Deportes de Combate) por Satoru Sayama, un luchador profesional entrenado en catch wrestling que deseaba crear un estilo de lucha real y efectiva. La promoción existió primero como un anexo al gimnasio de artes marciales fundado por Sayama, Tiger Gym, mientras su dueño competía en Universal Wrestling Federation, pero cuando Sayama dejó UWF, la estableció como una empresa funcional. La promoción vio su nombre cambiado a Shooting (シューティング Shūtingu?), que provenía de shoot wrestling, el estilo de lucha libre profesional realista al que Sayama había contribuido a crear en UWF, pero hubo de cambiar su nombre de nuevo para evitar confusiones con el tiro deportivo (shoot, en inglés) y acabó adoptando el nombre de Shooto (修斗 Shūto?). Mientras que su estilo no difería mucho del shoot wrestling, Shooto presentó un revolucionario concepto: combates reales, sin predeterminación ni coreografía ninguna. Sayama reclutó a luchadores del Tiger Gym y celebró el primer evento de Shooto en 1986. Con todo ello, Shooto nació como la primera representación de las artes marciales mixtas (MMA) antes de que este deporte recibiera su mismo nombre.
Shooto comenzó su actividad a gran escala en 1989, año en que se fundó su junta directiva, Shooto Association, y se implementaron los primeros campeonatos. También se introdujo el uso de equipo protector y guantes acolchados sin dedos, los primeros en el mundo de las MMA. Al principio, el reglamento impuesto por Sayama usaba una regla de KO de cuenta similar al boxeo, aunque prohibiendo los puñetazos a la cabeza y los golpes a un oponente caído; sin embargo, Sayama buscaba constantemente mejorar su estilo, y estaba al tanto de que estas técnicas se usaban con efectividad en el vale tudo de Brasil, por lo que organizó en verano de 1994 el torneo Vale Tudo Japan, a fin de experimentar con este formato. El torneo tuvo un enorme éxito, atrayendo a luchadores de todo el mundo y viendo todo tipo de estilos en sus enfrentamientos. Fue gracias a esto que Shooto tuvo contacto con el jiu-jitsu brasileño, cuyo concepto del posicionamiento en el suelo pasó a formar parte del aprendizaje de los luchadores de Shooto, y por ello las antiguas prohibiciones fueron levantadas. En general, mientras que empresas recientes como Ultimate Fighting Championship promovían mayormente un solo estilo, Shooto buscó aprender de todas las fuentes posibles.
En 1996, Sayama abandonó Shooto por desacuerdos con la dirección, y se nombró como nuevo director a Taro Wakabayashi, quien continuó promoviendo de la expansión de Shooto a lo largo de Japón. Más tarde, en 2003, un organismo llamado International Shooto Commission fue formado para regular las operaciones de la empresa en el extranjero. Esto marcó el principio de la expansión global de Shooto, funcionando como si se tratase de un deporte de combate federado desde estas organizaciones.
En 2011, el antiguo directivo de Shooto Noboru Asahi presentó una petición para que las actividades económicas de Wakabayashi y la junta directiva fueran hechas públicas, acusándoles de apropiación ilícita de fondos. La petición estuvo respaldada por los principales miembros de Shooto, entre los que se encontraban Norifumi Yamamoto, Hayato Sakurai, Rumina Sato y Takanori Gomi, quienes apoyaron la afirmación de Asahi de que Wakabayashi llevaba "un control autocrático" sobre las finanzas de Shoto desde la ida de Sayama. Otro directivo, Yuki Nakai, salió en defensa del director y mostró las cuentas de Shooto, pero efectivamente éstas mostraban pérdidas no especificadas. Finalmente, Wakayabatshi fue destituido, y Nakai dimitió del puesto de dirigente de la Shooto Association, cuya junta directiva fue disuelta a la espera de nuevas elecciones.
El 16 de febrero de 2014 falleció a los 73 años Noboru Urata, presidente reelecto de la Japan Shooto Association y antiguo comisionado de Sayama.

## Reglas
Aparte de las tradicionales reglas deportivas (no atacar a los ojos, la entrepierna o la garganta), Shooto posee un sistema de normas muy concreto, que en su día fue el antecesor del adoptado por la mayoría de compañías de MMA.
- No está permitido llevar protecciones o calzado. Se exige llevar guantillas, de varias modalidades. Se permite protección bucal.
- No están permitidos los codazos.
- No están permitidos los cabezazos.
- No están permitidos los golpes con el antebrazo.
- No están permitidos los puñetazos a la cabeza de un oponente en el suelo. Regla invalidada en ciertos formatos y derogada en 2008.
- No están permitidos los rodillazos a la cabeza de un oponente en el suelo.
- No están permitidas las patadas o los pisotones a la cabeza de un oponente en el suelo.
- No están permitidos los golpes a la nuca. Regla en activo desde 2008.
- Si uno o ambos participantes en la lona se acercan demasiado a las cuerdas, han de reposicionarse en el centro del cuadrilátero tal como estaban.
- Si un participante es atrapado en una sumisión y se rinde, ya sea por tapout o verbalmente, pierde la lucha.
- Si un participante es noqueado y no vuelve a la posición de combate (incluso aunque se ponga en pie) en el espacio de un conteo de 8, es declarado KO técnico (TKO) y pierde la lucha. Sin embargo, si vuelve a la posición antes de que termine la cuenta, la lucha continúa. Regla derogada en 2008; en su lugar, se utiliza un juicio de TKO tradicional.
- Los combates no titulares consisten en tres rondas de 5 minutos, con 1 minuto de descanso entre sí. El número de rondas puede cambiar con respecto al rango de los luchadores.
- Si al final del combate ningún contendiente ha sido sometido o noqueado, la victoria es decidida a partir de la decisión de los jueces.

## Antiguos empleados
| - Akihiro Gono - Alexandre Franca Nogueira - Caol Uno - Dokonjonosuke Mishima - Enson Inoue - Erik Paulson - Hatsu Hioki - Hayato Sakurai - Hiroshi Nakamura - Hiroyuki Abe - Hiroyuki Takaya | - Hisao Ikeda - Joachim Hansen - Junji Ikoma - Kazuhiro Kusayanagi - Naoki Sakurada - Noboru Asahi - Norifumi Yamamoto - Rumina Sato - Satoru Sayama - Satoshi Honma - Shinichi Kojima | - Shinya Aoki - Shuichiro Katsumura - Takanori Gomi - Takashi Ochi - Takeya Mizugachi - Takumi Nakayama - Taro Wakabayashi - Tatsuya Kawajiri - Yorinaga Nakamura - Yoshiyuki Yoshida - Yuki Nakai |